# Discografia di Sophia Abrahão
Questa pagina contiene la discografia della cantante brasiliana Sophia Abrahão.

## Album in studio
- 2015 - Sophia Abrahão (FS Music)

## Extended play
- 2014 - Sophia (indipendente)
- 2017 - Dance! (indipendente)

## Singoli
- 2012 - Sem Você (con Brian Cohen)
- 2013 - Não Quero Mais (con Brian Cohen)
- 2013 - É Você
- 2013 - Flores
- 2014 - Deixa Estar
- 2015 - No Final
- 2015 - Tudo Que Eu Sempre Quis
- 2015 - Náufrago
- 2016 - Sou Fatal
- 2017 - O Bom É Que Passa
- 2017 - Rebola (con Boss In Drama)

## Singoli promozionali
- 2015 - Nós Três
- 2015 - Bom Dia
- 2015 - Se Vira
- 2015 - Besteira
- 2016 - Ligar pra Quê?
- 2016 - Tipo Assim

## Videografia

### Video musicali
- 2012 - Sem Você (con Brian Cohen)
- 2013 - Não Quero Mais (con Brian Cohen)
- 2013 - É Você
- 2014 - Flores
- 2014 - Deixe Estar (Another Home) (con Pagan John)
- 2015 - No Final
- 2015 - Tudo Que Eu Sempre Quis
- 2015 - Náufrago
- 2016 - Sou Fatal
- 2016 - Deixa Eu Gostar de Você
- 2017 - O Bom É Que Passa
- 2018 - Rebola (con Boss In Drama)